# Mallotus garrettii
Mallotus garrettii är en törelväxtart som beskrevs av Airy Shaw. Mallotus garrettii ingår i släktet Mallotus och familjen törelväxter. Inga underarter finns listade i Catalogue of Life.